# Magyarország népességének vallási megoszlása
Magyarországon a vallási életet az államalapítás és erőszakos térítések óta a kereszténység uralja. A mai Magyarországnak nincs államvallása. Míg az alkotmány „elismeri a kereszténység nemzetépítő szerepét”, a vallásszabadságot alapvető jognak nyilvánítja.
A 21. századi népszámlálási adatok alapján a nagy történelmi egyházak híveinek száma erősen csökken, néhány kisegyházé és más vallásé (iszlám, buddhizmus, hinduizmus) növekszik. Elmondható még, hogy az Alföldön, Szolnok, Hajdú-Bihar, Békés és Csongrád-Csanád vármegye nagy részén, továbbá a Tiszaújvárosi, Komlói, Dunaújvárosi, Tatabányai és Oroszlányi járásban az átlagosnál kevésbé vallásosak az emberek.

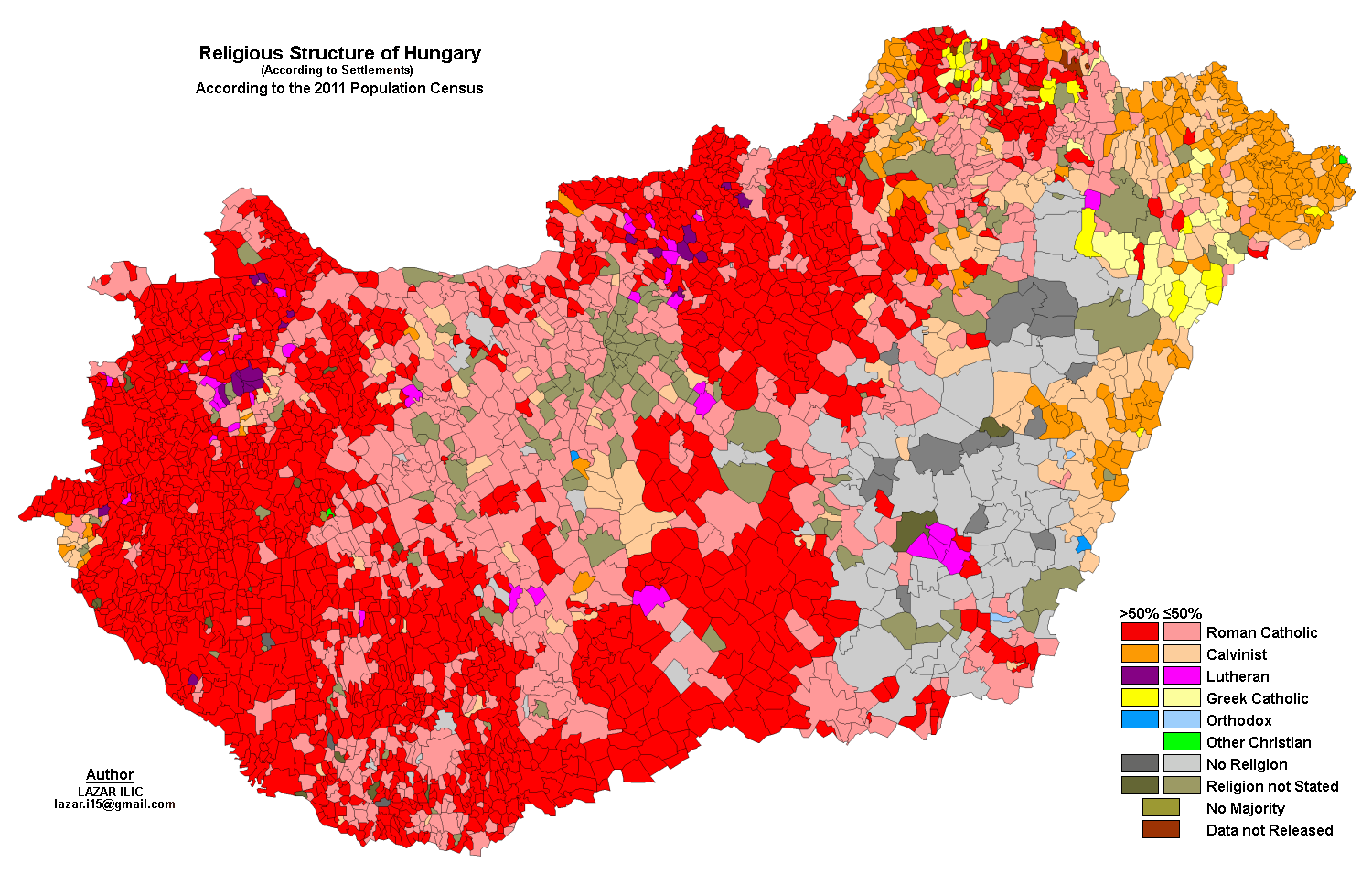
A domináló vallási csoportok Magyarországon, 2011-ben.
- piros és a rózsaszín területek római katolikus,
- narancssárga református,
- lila evangélikus,
- citromsárga a görögkatolikus,
- szürke a lakosság többsége vallástalan vagy nem nyilatkozott.

## Történelem
Magyarország első királya, I. István a római katolikus kereszténységet vette fel, de édesanyja, Sarolt a keleti kereszténységbe keresztelkedett. A király erőszakkal terjesztette a kereszténységet; a római egyházat részesítette előnyben, de hosszú ideig a keleti kereszténység is terjeszkedett.
A 11. században I. László, majd Kálmán király hozott törvényeket a nem keresztények ellen (pl. 1092-ben a szabolcsi szinódus). Ezek a törvények nem tűrték meg az iszlám vallásúakat sem, így kényszerítették őket, hogy sertéshúst egyenek, keresztény templomba járjanak stb. A muszlim közösségek, mint a böszörmények, kálizok így eltűntek (részben beolvadtak a keresztények közé).
Zsidók is a éltek már a honfoglalás előtti Magyarországon. 
Kálmán király (1095–1116) a zsidók életét a püspöki székekkel rendelkező városokra korlátozta, – valószínűleg azért, hogy az egyház folyamatos felügyelete alatt álljanak. Nem sokkal e rendelet kihirdetése után keresztesek érkeztek Magyarországra; de a magyarok nem szimpatizáltak velük. A feldühödött keresztesek megtámadtak néhány várost, és – ha hinni lehet Gedaliah ibn Yaḥyának, a 16. századi olasz talmudistának, – a zsidók hasonló sorsra jutottak, mint Franciaországban, Németországban és Csehországban.
A 13. század második felétől a vallási tolerancia feléjük is erősen csökkent, és Magyarország politikája a nyugat-európai zsidó lakossággal való bánásmódhoz hasonlított.
Az ország túlnyomórészt katolikus lett és az is maradt egészen a 16. századig, amikor a reformáció bekövetkezett. A reformáció eredményeként először a lutheranizmus, majd nem sokkal később a kálvinizmus a lakosság zömének a vallása lett. A protestánsok ebben az időben a teljes lakosság 85-90%-át tették ki; a magyar lakosság több mint fele a református, negyede pedig az evangélikus vallású lett.
A 16. század második felében azonban a katolikus Habsburg-királyok és jezsuiták sikeres ellenreformációs hadjáratot vezettek a nép körében és rekatolizálták az országot. A református egyház az ellenreformáció során a magyarok körében a 17. század végéig szinte teljesen eltűnt. Később a szászok és a szlovákok (tótok) bevándorlása révén honosodott meg újra.
A 17. század végén, az 1681-es soproni országgyűlésen korlátozott mértékben engedélyezték a protestáns vallásgyakorlást (megyénként két artikuláris helyen, de azokon kívül sehol). Az ellenreformáció erőszakossága Mária Terézia uralkodása (1740-1780) idején érte el a a csúcspontját: ekkor már csak “titkos protestantizmus” létezett.
A 18. század végén II. József király türelmi rendelete aztán a katolikus valláson kívül szabad vallásgyakorlást biztosított más, bizonyos felekezeteknek is.
A 19. században az 1848-as törvényhozás megszüntette a katolikus vallás addigi államegyház jellegét, és törvénybe iktatta a felekezeti egyenjogúságot. Ez azonban csak a "bevett vallások"ra vonatkozott, és az eddigi egy államegyház helyett a "bevett vallások" (katolikus, református, evangélikus, görögkeleti, unitárius, majd 1895-től az izraelita is), együttesen élvezték az állam kiváltságait, támogatását.
A modern korban, a keresztények és (a zsidók eltűnése miatt) az izraeliták aránya jelentősen csökkent. A római katolikusok aránya az 1930-as 67,1%-ról  2022-re 27,5%-ra csökkent. A reformátusoké 20.9%-ról  10% alá. Az evangélikusoké 6,1%-ról  2% alá.
Velük szemben az új vallási csoportokhoz tartozók aránya ebben az időszakban növekedett (karizmatikusok, Jehova Tanúi, mormonok stb.)
Az új vallási közösségeknél még szembetűnőbb a vallástalanok és a felekezethez nem tartozók arányának növekedése.

## Népszámlálások
Magyarországon a rendszerváltást követően többféle statisztika készült, amely a hazai társadalom vallási megoszlását volt hivatva felmérni.

### A népszámlálási adatok problémái
A felekezettel összefüggő kérdésre a válaszadás önkéntes volt.
A népszámlálási kérdőív nem a formális felekezethez, vallási közösséghez tartozást, sem a vallásgyakorlatot, annak intenzitását, netán a vallásos hitet, hanem egyedül a vallásos önbesorolást tudakolta. Más országok viszont a fentiek valamennyi vonatkozását fontosnak tartották megkérdezni. A 2001-es népszámlálási ív konkrét kérdése a lehető legáltalánosabb volt: „Vallása, hitfelekezete?”
A megoldás további korlátja az önbesorolás szubjektivitása. A különbözőképpen megszövegezett kérdésfeltevések ugyanis különböző eredménnyel járnak. A legmagasabb arányt akkor kapjuk, ha a születéskori helyzetről, keresztelésről, bejegyzésről kérdezünk. Az 1949. évi népszámlálás utasítása ezt expressis verbis megkövetelte, s ennek eredményeként (is) a valláshoz, felekezethez nem tartozó népesség aránya nem érte el az 1%-ot sem. A második legmagasabb arányt a „Milyen vallású Ön?” típusú kérdésekkel lehet elérni, mivel a kérdésfeltevés sugallja, hogy „illik” valamilyen vallásúnak lenni. Az 1990-es évek végének szociológiai kutatásai viszont már a tagságot, odatartozást kérdezik inkább. Ezek alapján az 1998-99-es vizsgálatok kérdései és a pozitív válaszok rendre a következőképpen alakultak:
| Kérdés                                                                        | Arány |
| ----------------------------------------------------------------------------- | ----- |
| „Ön valamilyen egyházhoz vagy vallási közösséghez tartozónak vallja-e magát?” | 76,1% |
| „Ön tartozik most valamilyen valláshoz?”                                      | 69,5% |
| „Tagja-e Ön jelenleg valamilyen egyháznak vagy vallásfelekezetnek?”           | 60,4% |
| „Tartozik-e Ön valamilyen vallási felekezethez?”                              | 57,3% |

Utóbbi két kérdés esetében a relatív alacsony arányt a kérdés megfogalmazásának pontatlansága is adhatta, ugyanis az egyháztagság nem fedi le azokat, akik az adott egyházhoz tartozóknak érzik, tekintik magukat, illetve a ’vallási felekezet’ kitétel – főleg a katolikusok számára – idegen hangzású, vagy egyenesen a protestáns, sőt talán a „kisegyházi”, „szektás” szinonimájának tűnhetett.
A népszámlálási adatokkal kapcsolatban további probléma is felmerül, mégpedig az, hogy a kérdőív útmutatója kifejezetten torzító instrukciót tartalmaz: „Csak egy vallás, hitfelekezet bejegyzésére van lehetőség.”
Az ateisták súlyosan kifogásolták, hogy a 2022-es kérdőíven az ateizmus – vélelmük szerint – önellentmondó módon a vallások közé került.

### A népszámlálások adatai
A 2000 előtti időből nem állnak rendelkezésre népszámlálási adatok a népesség részletesebb felekezeti hovatartozásáról. A felekezeti adatok 2000 előttről egy szűkebb körű felmérésen alapulnak. A 21. században három népszámlálás volt, részletesebb felekezeti adatokkal.
2001 és 2022 között jelentősen csökkent a nagy történelmi egyházak híveinek száma, velük szemben a Hit Gyülekezete, egyes keresztény kisegyházak, a muszlimok és a keleti vallások (buddhisták, hinduk) erőteljes növekedést mutattak fel. A Jehova Tanúi a század elejétől csak gyengén növekedett, a baptisták és unitáriusok száma szinte stagnált, míg a pünkösdiek, adventisták (szombatisták) száma és aránya csökkent. Az ortodoxok aránya a bevándorlások miatt nagyon gyengén növekedett, a izraeliták száma és aránya a kivándorlások miatt csökkent. Összességében elmondható, hogy az intézményi vallásosság jelentősen csökkent.
Az utolsó, 2022-es népszámlálás adatai szerint során 56% nyilatkozott úgy, hogy nem tartozik felekezethez, vagy nem válaszolt a kérdésre (a legtöbb ateista kényszerűségből ezt a megoldást választotta) Az ország lakosságának 27 százaléka tartotta magát vallástalannak.
Vallási megoszlás a 2022-es népsz. alapján
| Vallás                     | 1930  | 1949  | 1992  | 1998  | 2001   | 2011   | 2022   | változás 2001 és 2022 között |
| -------------------------- | ----- | ----- | ----- | ----- | ------ | ------ | ------ | ---------------------------- |
| Nem válaszolt              |       |       |       |       | 10,83% | 27,16% | 40,1%  | erős növ.                    |
| Római katolikus            | 67,1% | 70,5% | 67,8% | 57,8% | 51,87% | 37,15% | 27,5%  | erős csökk.                  |
| Felekezeten kívüli         |       | 0,1%  | 4,8%  | 18,5% | 14,55% | 18,18% | 16,1%  | Növekedés                    |
| Református egyház          | 20,9% | 21,9% | 20,9% | 17,7% | 15,91% | 11,61% | 9,83%  | erős csökk.                  |
| Evangélikus                | 6,1%  | 5,2%  | 4,2%  | 3,9%  | 2,99%  | 2,16%  | 1,84%  | erős csökk.                  |
| Görögkatolikus             |       |       |       |       | 2,64%  | 1,80%  | 1,72%  | erős csökk.                  |
| Más keresztény             |       |       |       |       | 0,12%  | 0,38%  | 0,57%  | erős növ.                    |
| Hit Gyülekezete            |       |       |       |       | 0,04%  | 0,18%  | 0,23%  | erős növ.                    |
| Jehova tanúi               |       |       |       |       | 0,21%  | 0,32%  | 0,23%  | Növekedés                    |
| Baptista                   |       |       |       |       | 0,17%  | 0,18%  | 0,18%  |                              |
| Ortodox                    |       |       |       |       | 0,15%  | 0,14%  | 0,16%  | Növekedés                    |
| Buddhista                  |       |       |       |       | 0,05%  | 0,10%  | 0,11%  | erős növ.                    |
| Pünkösdi                   |       |       |       |       | 0,13%  | 0,09%  | 0,09%  | Csökkenés                    |
| Muszlim                    |       |       |       |       | 0,03%  | 0,06%  | 0,08%  | erős növ.                    |
| Izraelita                  | 5,1%  | 1,5%  |       | 0,20% | 0,13%  | 0,11%  | 0,08%  | Csökkenés                    |
| Unitárius                  |       |       |       |       | 0,07%  | 0,07%  | 0,07%  |                              |
| Adventista                 |       |       |       |       | 0,06%  | 0,06%  | 0,05%  | Csökkenés                    |
| Hindu (Krisna-tudatú stb.) |       |       |       |       | 0,017% | 0,03%  | 0,034% | erős növ.                    |
| Egyéb és ismeretlen        | 0,7%  | 0,7%  | 2,2%  | 1,90% | 0,11%  | 0,91%  |        | Növekedés                    |

#### A 21. századi népszámlálások adatai
|                                                | 2001       | 2001    | 2011      | 2011    | 2022      | 2022    | 2001–2022   | 2001–2022 |
| Felekezetek                                    | Népesség   | % arány | Népesség  | % arány | Népesség  | % arány | változás    |           |
| ---------------------------------------------- | ---------- | ------- | --------- | ------- | --------- | ------- | ----------- | --------- |
| ÁBRAHÁMI VALLÁSOK                              | 7 600 247  | 74,52   | 5 402 101 | 54,36   | 4 179 497 | 43,52   | erős csökk. |           |
| KERESZTÉNYSÉG                                  | 7 584 175  | 74,37   | 5 385 557 | 54,19   | 4 163 879 | 43,35   | erős csökk. |           |
| katolicizmus                                   | 5 558 901  | 54,51   | 3 871 922 | 38,96   | 2 886 619 | 30,06   | erős csökk. |           |
| római katolikus                                | 5 289 521  | 51,87   | 3 691 389 | 37,15   | 2 643 855 | 27,5    | erős csökk. |           |
| görögkatolikus                                 | 268 935    | 2,64    | 179 176   | 1,80    | 165 135   | 1,72    | erős csökk. |           |
| ism. katolikus                                 | 505        | 0,00    | 1 357     | 0,01    | 77 629    | 0,08    | erős növ.   |           |
| ortodox kereszténység                          | 15 520     | 0,15    | 13 710    | 0,14    | 15 578    | 0,16    | Növekedés   |           |
| protestantizmus (nagy egyházak)                |            |         |           |         |           |         |             |           |
| református                                     | 1 622 796  | 15,91   | 1 153 454 | 11,61   | 943 982   | 9,83    | erős csökk. |           |
| evangélikus                                    | 304 705    | 2,99    | 215 093   | 2,16    | 176 503   | 1,84    | erős csökk. |           |
| protestáns és egyéb jelentősebb kisegyházak    |            |         |           |         |           |         |             |           |
| Hit Gyülekezete                                | 3 708      | 0,04    | 18 220    | 0,18    | 22 647    | 0,23    | erős növ.   |           |
| Jehova tanúi                                   | 21 688     | 0,21    | 31 727    | 0,32    | 22 249    | 0,23    | Növekedés   |           |
| baptista                                       | 17 705     | 0,17    | 18 211    | 0,18    | 17 662    | 0,18    | Állandó     |           |
| pünkösdi                                       | 13 708     | 0,13    | 9 326     | 0,09    | 8 947     | 0,09    | Csökkenés   |           |
| unitárius                                      | 6 541      | 0,07    | 6 820     | 0,07    | 6 552     | 0,07    | Állandó     |           |
| más protestáns kis felekezetek                 |            |         |           |         |           |         |             |           |
| adventista                                     | 5 840      | 0,06    | 6 213     | 0,06    | 5 011     | 0,05    | Csökkenés   |           |
| metodista                                      | 1 484      | 0,014   | 2 416     | 0,024   | 2 776     | 0,028   | Növekedés   |           |
| anglikán                                       | 403        |         | 270       |         | 372       |         | Csökkenés   |           |
| egyéb keresztények (karizmatikus, mormon stb.) | 12 116     | 0,12    | 38 175    | 0,38    | 54 981    | 0,57    | erős növ.   |           |
| MÁS ÁBRAHÁMI VALLÁSOK                          |            |         |           |         |           |         |             |           |
| izraelita                                      | 12 871     | 0,13    | 10 965    | 0,11    | 7 635     | 0,08    | Csökkenés   |           |
| iszlám                                         | 3 201      | 0,03    | 5 579     | 0,06    | 7 983     | 0,08    | erős növ.   |           |
| KELETI (dharmikus) VALLÁSOK                    | 7 736      | 0,08    | 13 385    | 0,13    |           |         | Növekedés   |           |
| buddhista                                      | 5 223      | 0,05    | 9 758     | 0,10    | 11 042    | 0,11    | erős növ.   |           |
| hindu                                          | 1 767      | 0,017   | 2 865     | 0,028   | 3 307     | 0,034   | Növekedés   |           |
| egyéb dharmikus                                | 746        |         | 762       |         |           |         | Növekedés   |           |
| Más vallású (pl. újpogány)                     | 3 376      | 0,03    | 17 651    | 0,18    | 7 645     | 0,08    | erős növ.   |           |
| VALLÁSI KÖZÖSSÉGHEZ, FELEKEZETHEZ NEM TARTOZÓ  | 1 483 369  | 14,55   | 1 806 409 | 18,18   | 1 549 610 | 16,1    | Növekedés   |           |
| NEM VÁLASZOLT                                  | 1 104 333  | 10,83   | 2 698 844 | 27,16   | 3 852 533 | 40,1    | erős növ.   |           |
| összesen                                       | 10 198 315 | 100,00  | 9 937 628 |         | 9 603 634 |         |             |           |

## Az 1%-os adófelajánlások alapján számolt egyházi megoszlások
Az 1%-os adófelajánlás a népszámlálás után a legnagyobb mintavételű közvéleménykutatás, amelynek persze szintén vannak pontatlanságai. A nyugdíjasokat, fiatalkorúakat, munkanélkülieket, gyesen, gyeden lévőket, a nem adózó munkaképeseket nem, vagy más súllyal méri, illetve a „megkérdezettek” jelentős száma nem nyilatkozik – viszont így is 4,4-4,5 millió állampolgár szándékát tükrözi. Az elmúlt 3-4 évben ezek az adatok hasonló arányúak voltak és sok tekintetben megegyeztek más felmérésekkel is. Az adatok ez irányú felhasználását némileg módosítja az a körülmény, hogy az egyházaknak felajánlható 1%-ot 2003-tól kezdve az adózók egy-egy kiemelt költségvetési előirányzat javára is fordíthatják, ezzel a lehetőséggel évente 170 000–290 000 adózó él is.
2002. év
Egyházak részesedése a személyi jövedelemadó egy százalékából. Számítások az APEH adataira támaszkodva: Az szja-bevallásra kötelezettek száma az APEH szerint 2002-ben 4,5 millió fő volt. Az összes egyháznak és vallási közösségnek felajánlást tevő adózók aránya közülük: 11,97%.
2006. év
A 4,426 millió szja-bevallónak 16,91%-a (748 635 fő) rendelkezett 143 egyház vagy vallási közösség javára.
2007. év
A 4,476 millió szja-bevallónak 18,34%-a (820 959 fő) rendelkezett 155 egyház vagy vallási közösség javára.
2009. év
A 4,5 millió szja-bevallónak 19,87%-a (894 166 fő) rendelkezett 185 egyház vagy vallási közösség javára.
2017. év
Az 5,027 millió szja-bevallónak a 19,77-a (993 955 fő) rendelkezett 31 bevett egyház javára.
| Egyház, vallási közösség                    | Felajánlók aránya 2002 | Felajánlók aránya 2006 | Felajánlók aránya 2007 | Felajánlók aránya 2009 | Felajánlók aránya 2018 |
| ------------------------------------------- | ---------------------- | ---------------------- | ---------------------- | ---------------------- | ---------------------- |
| Magyar Katolikus Egyház                     | 7,44%                  | 10,31%                 | 11,22%                 | 11,87%                 | 10,62%                 |
| Magyarországi Református Egyház             | 2,47%                  | 3,39%                  | 3,67%                  | 4,06%                  | 4,22%                  |
| Magyarországi Evangélikus Egyház            | 0,74%                  | 0,95%                  | 1,04%                  | 1,09%                  | 1,21%                  |
| Magyarországi Krisna-tudatú Hívők Közössége |                        | 0,25%                  | 0,25%                  | 0,29%                  | 0,93%                  |
| Hit Gyülekezete                             | 0,22%                  | 0,3%                   | 0,37%                  | 0,41%                  | 0,63%                  |
| Magyarországi Baptista Egyház               |                        | 0,23%                  | 0,23%                  | 0,34%                  | 0,57%                  |
| MAZSIHISZ                                   | 0,13%                  | 0,13%                  | 0,13%                  | 0,12%                  | 0,17%                  |
| Összes                                      | 11,97%                 | 16,91%                 | 18,34%                 | 19,87%                 | 19,77%                 |

### 2023-ban
A vallási közösségeknek adott felajánlások 2023-ban, a felajánlás nagyságának sorrendjében:
| Vallási közösség                            | Felajánlás (millió Ft-ban) | Felajánlók száma |
| ------------------------------------------- | -------------------------- | ---------------- |
| Magyar Katolikus Egyház                     | 6048 M                     | 803 070          |
| Magyarországi Református Egyház             | 2657 M                     | 348 482          |
| Magyarországi Evangélikus Egyház            | 743 M                      | 92 581           |
| Magyarországi Evangéliumi Testvérközösség   | 718 M                      | 73 381           |
| Magyarországi Krisna-tudatú Hívők Közössége | 691 M                      | 86 005           |
| Magyarországi Baptista Egyház               | 461 M                      | 56 294           |
| A Tan Kapuja Buddhista Egyház               | 290 M                      | 33 566           |
| Gyémánt Út Buddhista Közösség               | 203 M                      | 24 377           |
| Hit Gyülekezete                             | 169 M                      | 36 108           |
| Magyarországi Zsidó Hitközségek Szövetsége  | 131 M                      | 12 612           |
| Magyarországi Jehova Tanúi Egyház           | 82 M                       | 14 672           |
| Erdélyi Gyülekezet                          | 77 M                       | 9 398            |
| Buddhista Misszió                           | 75 M                       | 9 396            |

## Egyéb felmérések
A Medián 1999-es felmérése szerint valamilyen egyház tanítását követi: 13%, és ennek megoszlása: 8% katolikus, 2% református, 1% evangélikus, 1% egyéb felekezetű, 1% felekezet nélküli.
A Miniszterelnöki Hivatal Kormányzati Stratégiai Elemző Központjának megbízásából a Medián közvélemény-kutató által 2004-ben végzett országos reprezentatív felmérése alapján a megkérdezetteknek csupán 13%-a kötődik valamelyik nagy keresztény egyházhoz, több mint a fele a „maga módján vallásos”, azaz nem követi és nem azonosul egyik egyház tanításaival sem. A nem vallásosak aránya 25%.
A 2005-ös Eurobarometer felmérés szerint a magyarok 44%-a hisz valamilyen Istenben, 31% nem hisz Istenben, de hisz valamiféle felsőbb erőben, 19% egyikben sem.
A Fessel Institute által 2007-ben, a 18 év feletti lakosságra reprezentatív mintán végzett felmérés szerint 1997 és 2007 között Magyarországon a magukat nagyon vallásosként meghatározók száma 5%-kal, a rendszeresen templombajárók aránya 7,5%-kal csökkent.